# 166th Airlift Wing

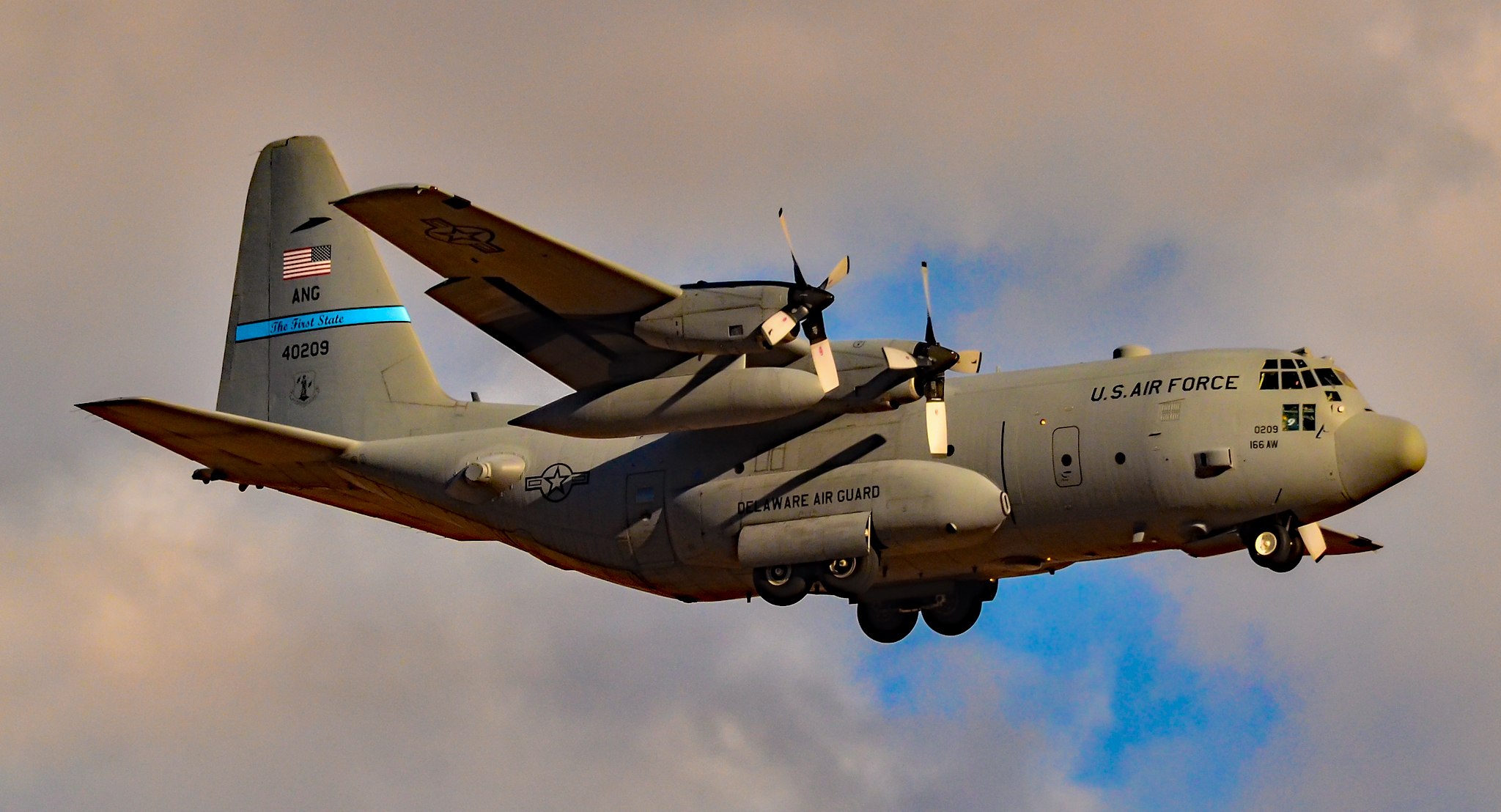
C-130H dello Stormo

Il 166th Airlift Wing è uno stormo da trasporto della Delaware Air National Guard. Riporta direttamente all'Air Mobility Command quando attivato per il servizio federale. 
Il suo quartier generale è situato presso la New Castle Air National Guard Base, Delaware.

## Organizzazione
Attualmente, al settembre 2017, esso controlla:
- 166th Operations Group, striscia di coda azzurra con scritta The First State in nero
  - 166th Operations Support Squadron
  -  142nd Airlift Squadron - Equipaggiato con 8 C-130H
  - 142nd Aeromedical Evacuation Squadron
- 166th Maintenance Group
  - 166th Aircraft Maintenance Squadron
  - 166th Maintenance Operations Flight
  - 166th Maintenance Squadron
- 166th Mission Support Group
  - 166th Civil Engineer Squadron
  - 166th Communications Flight
  - 166th Force Support Squadron
  - 166th Logistics Readiness Squadron
  - 166th Security Forces Squadron
- 166th Medical Group